# 林俊杰
林俊傑（英語：Wayne Lim Jun Jie，藝名：JJ Lin；1981年3月27日—），新加坡華裔歌手、詞曲作家、音樂製作人，被誉为“行走的CD”，出道至今已舉辦逾两百場世界巡回演唱會。曾拿下金曲獎最佳新人獎以及兩屆金曲獎最佳男歌手。2003年，發行首張創作專輯《樂行者》，之後憑藉2004年的專輯《第二天堂》中〈江南〉一曲成名，隨後的〈小酒窩〉、〈曹操〉、〈她說〉等歌曲亦造成迴響。2014年，以專輯《因你而在》獲得第25屆金曲獎最佳國語男歌手獎。2016年，再以專輯《和自己對話》奪得第27屆金曲獎最佳國語男歌手獎及演唱類最佳作曲人獎。

## 早年生活及教育
林俊傑於1981年3月27日生於新加坡，其祖先出身福建廈門同安，後移居小金門，曾祖母則是來自安溪。他有一個哥哥，在中學時期曾經一起組樂團「The Gents」，後來也在專輯《因你而在》中合作〈飛機〉。
林俊傑曾就讀於靜山小學、英华自主中学、圣安德烈初级学院。1999年，他在海蝶唱片举办的 “非常歌手训练班”中脱颖而出，从而放棄就讀新加坡國立大學的機會，與海蝶唱片簽下合約。随之在完成兵役后，正式出道。

## 演藝生涯

### 2003年-2010年: 海蝶时期
2003年4月10日，發行首張录音室專輯《樂行者》，專輯名稱寓意「在音樂世界裡悠然行走的人」。收录的11首歌曲皆由林俊杰作曲，不仅囊括了时下颇受欢迎的R&B和节奏感强烈的舞曲，还融入豐富多元的音乐风格。该专辑在全亚洲销量超过120万张，林俊杰凭此专辑获得第15屆金曲獎「最佳演唱新人獎」。
2004年6月4日，发行第2張录音室專輯《第二天堂》，不仅包辦全部作曲、还进一步参与了部分编曲及制作，主打歌〈江南〉入圍第16屆金曲獎「最佳作曲人獎」，更成為林俊傑歌唱事業的代表作。该专辑在全亚洲销量超过180万张。同年8月9日，受邀参加新加坡國慶慶典，與陳潔儀合作演唱主題曲《家》。
2005年4月1日，發行第3张录音室专辑《編號89757》，创作概念以一个來自3005年的未來戰士的视角去關注現今世界，林俊杰在这张专辑中首度填词国语歌词。该专辑在全亚洲销量超过150万张，林俊杰凭借这张专辑获得第12届新加坡金曲獎「最佳演繹男歌手」、「最佳本地男歌手」、「最佳創作歌手」、「最佳本地作曲」四項大獎。
2006年2月17日，發行第4張录音室专辑《曹操》，專輯精神來自历史人物曹操，林俊杰形容称希望能够用音乐征服所有人的耳朵。该专辑在全亚洲实体銷售超过200万张，林俊杰也凭借此专辑首度提名金曲獎「最佳國語男歌手獎」。同年6月10日，首次个人巡演「就是俊傑世界巡迴演唱會」於上海虹口足球场开启，随之在新加坡、馬來西亞、武漢、天津、台北相繼開唱；次年10月14日，再度回到上海举办安可最终场。
2007年3月27日，成立音乐制作公司「就是俊傑音樂」，負責單曲及專輯製作。6月29日，發行第5張录音室专辑《西界》，整张专辑的音乐走向由林俊杰主导，并突破尺度变身视觉系艺人；7月22日，在天津的簽售會上，更以2小時28分09秒簽完3052張專輯的成績刷新吉尼斯世界纪录。林俊杰也凭借此专辑再度夺得第13届新加坡金曲奖「最佳本地男歌手奖」。
2008年1月13日，首次主演的電視劇《原來我不帥》播出，剧中饰演男主角「小庄」。8月6日，擔任2008年北京奧運會火炬手，在天安門路段傳遞火炬。10月18日，發行第6張录音室专辑《JJ陸》，其中與蔡卓妍合唱的歌曲〈小酒窩〉廣為傳唱，也使其成功在香港市場佔有一席之地。
2009年3月28日，第二次巡演“傑伴2009世界巡迴演唱會”在新加坡室内体育馆开始；并于6月在北京举办，而后因为林俊杰声带受损，巡演被迫中断。7月9日，獲頒新加坡傑出青年獎。12月18日，發行第7張录音室专辑《100天》。
2010年8月14日，擔任新加坡青年奧運火炬手。8月21日，第三次巡演“I AM世界巡迴演唱會 ”在北京首都体育馆开始，并于2011年4月1日、2日在台北小巨蛋结束，共巡回演出11场。12月8日，發行第8張录音室专辑《她说 概念自选辑》，精选10首其出道以来写给其他女歌手的歌曲，进行重新演绎。

### 2011年-2021年: 華納时期
2011年8月8日，簽約華納音樂。9月30日，由其首次擔任音樂總監的電影《夏日樂悠悠》于中国大陆上映。12月31日，發行第9張录音室专辑《學不會》。
2012年3月27日，推出首本個人故事影像书《記得》。
2013年3月13日，發行第10張录音室专辑《因你而在》，並將其中收录曲〈修煉愛情〉拍成動畫微電影，以獻給在勝安航空185號班機上遭遇空難的一位女性友人。7月13日、14日，“時線Timeline世界巡迴演唱會”從台北小巨蛋起跑，并在一年半内巡回演出25场，最终于2015年1月10日在青岛收官。
2014年6月28日，憑藉專輯《因你而在》，獲得第25屆金曲獎最佳國語男歌手獎。7月18日，首張英文翻唱迷你專輯《iTunes Session》推出。12月27日，發行第11張录音室专辑《新地球》，專輯發行僅5天，便史無前例成為台灣五大金榜的年度銷售冠軍，更榮登美國告示牌世界專輯排行榜第10名。
2015年2月14日、15日，“時線：新地球世界巡迴演唱會安可場”再度从台北小巨蛋起跑，并在一年内巡回演出17场，最终于12月19日在高雄巨蛋落下帷幕。8月9日，出席新加坡50周年国庆庆典并献唱主题曲〈Our Singapore〉。12月25日，發行第12張录音室专辑《和自己對話》，该专辑採用「人頭錄音」技術，創下流行樂壇先例，亦是其首張實驗專輯。
2016年1月15日，首次參演的電影《消失的愛人》于中国大陆上映。6月25日，憑藉第12張個人專輯《和自己對話》及其主打單曲《不為誰而作的歌》，獲得第27屆金曲獎最佳國語男歌手獎和最佳作曲人奖。7月7日，首部个人音乐纪实电影《聽·見 林俊傑》于數位平台上架。11月4日，以常驻导师身份加盟的浙江卫视音乐节目《梦想的声音》开播。
2017年1月27日，二度登上央视春晚，和李玟合唱歌曲〈梦想之城〉。4月20日，攜手騰訊休閒手遊《天天愛消除》推出虛擬偶像樂團「消除聯萌」。4月23日，歌曲〈不為誰而作的歌〉MV在YouTube達到1億次觀看次數，成為少數破億的華語MV。6月3日，加盟浙江卫视女团真人秀节目《天生是优我》，担任音乐总监。10月27日，二度担任常驻导师的浙江卫视音乐节目《梦想的声音2》开播。11月25日，首度踏上金馬舞台，擔任《第54屆金馬獎頒獎典禮》表演嘉賓。12月16日，歌曲〈修煉愛情〉MV在YouTube亦達到1億次觀看次數，成為華語歌壇中首位擁有兩首破億歌曲的歌手。12月29日，發行第13張录音室专辑《伟大的渺小》。
2018年1月26日，与Luis Fonsi跨國合唱的世界神曲〈Despacito〉中文版〈缓缓〉上線。2月3日，舉辦“《偉大的渺小》線上新歌演唱會”，透過全球33個直播平台播出。3月17日、18日，“聖所世界巡迴演唱會”從上海起航，該巡演由西洋音樂教父David Foster担任联合音乐总监，並由電影配樂大師Hans Zimmer量身打造演唱會開場曲，格調十足。5月16日，憑專輯《偉大的渺小》入圍第29屆金曲獎最佳男歌手等6項大獎。10月26日，三度担任常駐导师的浙江卫视音乐節目《梦想的声音3》开播。
2019年3月11日，“聖所世界巡迴演唱會”在墨爾本收官。3月23日，“聖所2.0世界巡迴演唱會”在杭州正式起航。12月21、22日，“聖所2.0世界巡迴演唱會”在新加坡國家體育場上演，林俊傑也成為首位於新加坡國家體育場連唱兩天的華人歌手，而后续的场次皆因2019冠状病毒病疫情而取消，巡演被迫中断，共演出66场，动员超过160万观众。
2020年1月28日，單曲〈Stay With You〉MV释出，該歌曲是其攜手孫燕姿為了向防疫前線人員致敬而创作。10月20日，發行第14張录音室专辑《倖存者·如你》，專輯以「雙維度EP」概念貫穿，而本次率先發行了維度一《倖存者 Drifter》EP。10月30日，舉辦《倖存者·如你》線上新歌首唱LIVE。12月22日，推出爵士EP《感爵这一刻 Just Jazzin’》，將兩首膾炙人口的經典歌曲〈修煉愛情〉及〈偉大的渺小〉改編為爵士曲風。
2021年1月6日，林俊傑開啓直播系列節目《JJ的咖啡調調》，借由咖啡和唱歌的形式與粉絲朋友們互動分享。3月28日，概念雙EP《倖存者·如你》中的全英文EP《Like You Do 如你》發行，其中收錄歌曲〈Bedroom〉邀請英國女歌手Anne-Marie跨海合唱。4月28日，林俊傑與好萊塢經紀公司UTA簽約，正式闖蕩歐美市場。5月3日，林俊傑在《夢想的聲音2》中翻唱的歌曲〈輸了你贏了世界又如何〉於YouTube的观看次数突破1亿次，成為華語樂壇首位Live翻唱突破1億的歌手。7月10日，《圣所FINALE》终点站线上演唱会正式與全球观众见面，為「聖所」系列巡演劃下圓滿句號。

### 2022年至今: 自立门户
2022年8月19日，发行为游戏《永劫无间》打造的一周年主题曲〈无拘〉。9月15日，发行为游戏《RO仙境傳說：愛如初見》打造的主题曲〈那些你很冒险的梦 (JJ20版)〉。11月4日至5日，出道20周年巡演「JJ20世界巡迴演唱會」从新加坡国家体育场启航，随后在台北、吉隆坡举办。12月23日，发行现场录音专辑《JJ的咖啡调调, Vol. 1》，收录其在《JJ的咖啡調調》節目演唱的曲目。12月24日，举办“咖啡調調”暖冬限定版音樂會，并同步发行《JJ的咖啡调调, Vol. 2》，其個人長線直播節目《JJ的咖啡調調》告一段落。
2023年1月28日，「JJ20世界巡回演唱会」登陸北美開唱，而後陸續於全球多個城市舉辦，因觀眾反應熱烈而頻頻售罄至加場，締造諸多票房佳績。其中，9月22日至25日，连续三晚唱响北京「鸟巢」国家体育场，累积18万观眾进场，创下个人出道20年新纪录。4月7日，发行和安德森·帕克合唱的华美银行纪录片《The Bridge》主题曲〈In The Joy〉。4月21日，發行第15張录音室专辑《重拾 快樂》，专辑以“找回快乐”为主轴，反映了他对生命过程中快乐与痛楚的感悟，专辑视觉特别邀请艺术家简明量身打造。该专辑在中国大陆发行数字版本，销量超过90万张，为2023年度销量最高的专辑。在台湾发行的实体也成为五大唱片2023年度销售冠军。5月26日，发行和史蒂夫·青木合作的歌曲〈The Show〉。
2024年2月16日，受邀担任艾德·希兰新加坡演唱会嘉宾，合作演唱〈不为谁而作的歌〉。4月22日，发行和动力火车合作新歌〈俯冲的灵魂〉。7月20日，发行为游戏《无畏契约》演唱的中国大陆地区上线一周年献礼曲〈绝不绝〉。11月1日至3日，「JJ20世界巡回演唱会」在重庆市奥林匹克体育中心体育场圆满收官，历时两年，巡回40个城市，演出77场，累计动员260万观众。11月21日，推出首部个人传记书籍《超越音符：林俊杰20周年》，全书以三幕剧的形式再现他的过去、现在与未来，分享出道20周年点滴。上市一周销售额超过3800万元人民币。11月7日，林俊杰火速回归，宣布启动「JJ20」的延伸巡演「JJ20 FINAL LAP世界巡回演唱会」，首站于2024年12月28日至29日在新加坡国家体育场举行。12月24日，发行「JJ20 FINAL LAP世界巡回演唱会」中英文双版本主题曲〈光阴副本〉和〈Turn Of A Page〉。
2025年2月8日，林俊杰再度迈向全世界，「JJ20 FINAL LAP世界巡回演唱会」在北美洲开启，随后前往欧洲、大洋洲及亚洲多个城市开唱。最终站于2025年6月27日至7月13日期间在北京国家体育场举行，連續3週共9場演出，吸引超過50萬人次，刷新個人單一場館觀眾紀錄。7月6日，发行和A-Lin合唱的單曲〈在月蝕裡抱緊我〉。
2025年7月13日，林俊杰在中国北京鸟巢举办的“JJ20 FINAL LAP”世界巡演最终场中首次透露2024年4月被诊断出心脏出了问题，每天要靠药物控制，他感叹：“这个消息真的让我震住，从来没有想过这种事会发生在自己身上，在那一刻我第一次觉得，生命的沙漏加速着，我还能唱多久，这个问号， 突然变得好真实。”此话一出，立刻飙上微博热搜第一，引来歌迷们热议和担忧。有粉丝注意到他最近手上一直戴着一个监测心率的手环。经纪公司回应林俊杰健康状况时说：“谢谢大家的关心！一直有在定期给医生检查，巡演结束就会安排更多休息的时间，把手边的工作完成就可以好好养身体。”

## 副業
除音樂領域外，林俊傑亦多元發展。2009年12月，他創立品牌「SMG」，開始進軍潮流服飾行業。2016年6月份，他考取了國際汽車聯盟證照，成為職業賽車手。2017年，成立職業電子競技隊伍SMG戰隊，主要參與傳說對決的賽事，並在2017年11月26日獲得AIC傳說對決世界冠軍。同年12月，於臺北市開設Miracle Coffee，2022年，Miracle Coffee擴展到新加坡建立分店，2023年，Miracle Coffee擴展到中国大陆，目前共拥有11家营业门市。除此之外，林俊杰还于2022年7月与新加坡企业家Kiat Lim和 Elroy Cheo合作，共同创立了NFT社区「ARC」。

## 音樂作品
- 樂行者（Music Voyager）（2003年）
- 第二天堂（The JJ Haven）（2004年）
- 編號89757（No.89757）（2005年）
- 曹操（2006年）
- 西界（2007年）
- JJ陸（Sixology）（2008年）
- 100天（Hundred Days）（2009年）
- 她說 概念自選輯（She Says）（2010年）
- 學不會（Lost N Found）（2011年）
- 因你 而在（Stories Untold）（2013年）
- 新地球（Genesis）（2014年）
- 和自己對話（From M.E. To Myself）（2015年）
- 偉大的渺小（Message in A Bottle）（2017年）
- 倖存者 • 如你（Drifter • Like You Do）（2020年）
- 重拾＿快樂（Happily, Painfully After）（2023年）

## 書籍作品
| 書籍名稱                                 | 出版日期       | 作者          | 出版地区 | 出版社                   | 国际标准书号       | 来源    |
| ---------------------------------------- | -------------- | ------------- | -------- | ------------------------ | ------------------ | ------- |
| 《進化論》                               | 2006年1月20日  | 林俊傑        | 台湾     | 海蝶音樂                 | ISBN 0891490272    | [ 112 ] |
| 《進化論》                               | 2006年1月20日  | 林俊傑        | 中国大陆 | 中国文联出版社           | ISBN 9787505952348 | [ 113 ] |
| 《樂行者：林俊杰》                       | 2008年1月1日   | 榆楊          | 中国大陆 | 中國城市出版社           | ISBN 9787507419542 | [ 114 ] |
| 《原來我不帥：JJ宅男初體驗》             | 2008年2月29日  | 衛視中文台    | 台湾     | 圓神出版                 | ISBN 9789861332338 | [ 115 ] |
| 《記得》                                 | 2012年3月27日  | 林俊傑        | 台湾     | 美好事物媒體整合有限公司 | ISBN 9789868593497 | [ 116 ] |
| 《記得》                                 | 2012年3月27日  | 林俊傑        | 中国大陆 | 湖南文艺出版社           | ISBN 9787540454272 | [ 117 ] |
| 《超越音符：林俊杰20周年》（通行版）     | 2024年11月21日 | 林俊傑 何昕明 | 中国大陆 | 江苏凤凰文艺出版社       | ISBN 9787559490742 |         |
| 《超越音符：林俊杰20周年》（限量珍藏版） | 2024年11月21日 | 林俊傑 何昕明 | 中国大陆 | 江苏凤凰文艺出版社       | ISBN 9787559490759 |         |
| 《超越音符：林俊杰20周年》（平裝版）     | 2024年12月24日 | 林俊傑 何昕明 | 台湾     | 時報出版                 | ISBN 9786264190657 | [ 118 ] |
| 《超越音符：林俊杰20周年》（精裝禮盒版） | 2024年12月24日 | 林俊傑 何昕明 | 台湾     | 時報出版                 |                    |         |

## 巡迴演唱會
- 就是俊傑世界巡迴演唱會（2006—2007年）
- 杰伴2009世界巡迴演唱會（2009年）
- I AM世界巡迴演唱會（2010—2011年）
- 時線世界巡迴演唱會（2013—2015年）
- 聖所世界巡迴演唱會（2018—2021年）
- JJ20世界巡迴演唱會（2022—2024年）
- JJ20 FINAL LAP世界巡迴演唱會（2024—2025年）

## 相关事件

### 签售会被打事件
2015年1月1日，林俊傑在台北西門町舉辦专辑《新地球》簽售會活動期間遇襲，遭地下歌手陳彥衡衝上台爆打一拳。陳彥衡逞凶後欲衝下台，被工作人員制伏后立刻報警處理。林俊傑則被送往台大醫院驗傷，診斷出左耳挫傷，隨後到台北市警察局萬華分局報案，下午5時回到現場繼續簽名。陳彥衡被捕後仍無悔意，除了在鏡頭前自豪地表示，所屬的「中正聯盟」音樂比林俊傑的屌，甚至在接受接受偵訊時態度十分囂張，雖然他步出警局時只強調自己所屬的樂團音樂比林俊傑的屌，還說此舉是為了祝對方「新年快樂」，但被問到是否想紅時則保持沉默。然而，他在接受偵訊時表示，「林俊傑能紅我為什麼不能紅？而我寫的歌比他好聽。」1月7日，陳彥衡上傳自拍影片，表示應童仲彥議員要求，向社會大眾道歉，並解釋之所以打林俊傑，主要因為「林俊傑騷擾到我女生朋友，被他玩弄、騷擾，內射讓她懷孕以後對她不理不睬，表面上卻裝得很純情」。另外也因為想為台灣饒舌音樂爭一口氣，聲稱「是用自己的方式來搶」，取得社會關注。而林俊傑所屬的華納唱片對陳彥衡指控表示不回應。

### 就医隐私泄露事件
2019年10月26日，林俊杰在中国大陸江蘇省镇江市体育会展中心體育場舉辦个人演唱会，结束后因患感冒前往镇江市第一人民医院治疗，并在该院打點滴。林俊杰出院後，有醫護人員在網路上售賣他使用过的針頭和注射液袋，发布后即有粉丝购买了此物品。此外，网上也流傳一張林俊杰与医护人员的對話截圖及病床照，内容为「林俊傑睡過的床，輪流上去滾了一圈」。对此，镇江市第一人民医院发表声明称，此事件起因為醫院工作人員追星，在林俊傑離開後拍攝相關視頻照片並發至朋友圈，被他人轉載利用，稱售賣林俊傑先生所用醫療用品，也強調「無醫療廢棄物流失」。而醫院對涉事的工作人員作出停職處分。事发后，林俊杰父親也就此事表示“即使愛偶像也不能太離譜”。

## 外部連結
- 官方网站
- 林俊杰的Facebook專頁
- 林俊杰的Instagram帳戶
- 林俊杰的新浪微博
- 林俊傑的抖音账号
- YouTube上的林俊傑 JJ Lin頻道
- 林俊杰在互联网电影资料库（IMDb）上的資料（英文）
- 林俊杰在香港影庫上的簡介
- 林俊杰在豆瓣上的资料（简体中文）
- 林俊杰在时光网上的簡介（简体中文）